# Geosciurus
Geosciurus зустрічаються в більшості посушливих частин півдня Африки від ПАР до Ботсвани та Намібії.

## Види
| Зображення | Наукова назва                         | Поширення                                                                                    |
| ---------- | ------------------------------------- | -------------------------------------------------------------------------------------------- |
|            | Geosciurus inauris (Zimmermann, 1780) | південь Африки від ПАР до Ботсвани та Намібії, включно з Національним парком Етоша.          |
|            | Geosciurus princeps Thomas, 1929      | від Південної Анголи до Південної Намібії та на південь до Національного парку Ріхтерсвельд. |